# Норт Ла Ханта (Колорадо)
Норт Ла Ханта (енгл. North La Junta) насељено је место без административног статуса у америчкој савезној држави Колорадо.

## Демографија
По попису из 2010. године број становника је 512.
| Група             | 2000.    | 2010.       |
| Белци             | 0 (0,0%) | 368 (71,9%) |
| Афроамериканци    | 0 (0,0%) | 8 (1,6%)    |
| Азијати           | 0 (0,0%) | 0 (0,0%)    |
| Хиспаноамериканци | 0 (0,0%) | 122 (23,8%) |
| Укупно            | 0        | 512         |